# La Virginia
La Virginia – miasto w Kolumbii, w departamencie Risaralda.